# Peracarpa carnosa
Peracarpa carnosa – gatunek roślin z rodziny dzwonkowatych reprezentujący monotypowy rodzaj Peracarpa. Występuje w Azji wschodniej od Kamczatki, Sachalinu, Półwyspu Koreańskiego i Wysp Japońskich, poprzez Chiny, po Himalaje, Mjanmę, Tajlandię, Filipiny i Nową Gwineę. Rośnie w lasach, na wilgotnych skałach, przy strumieniach, w południowej części zasięgu wysoko w górach.

## Morfologia

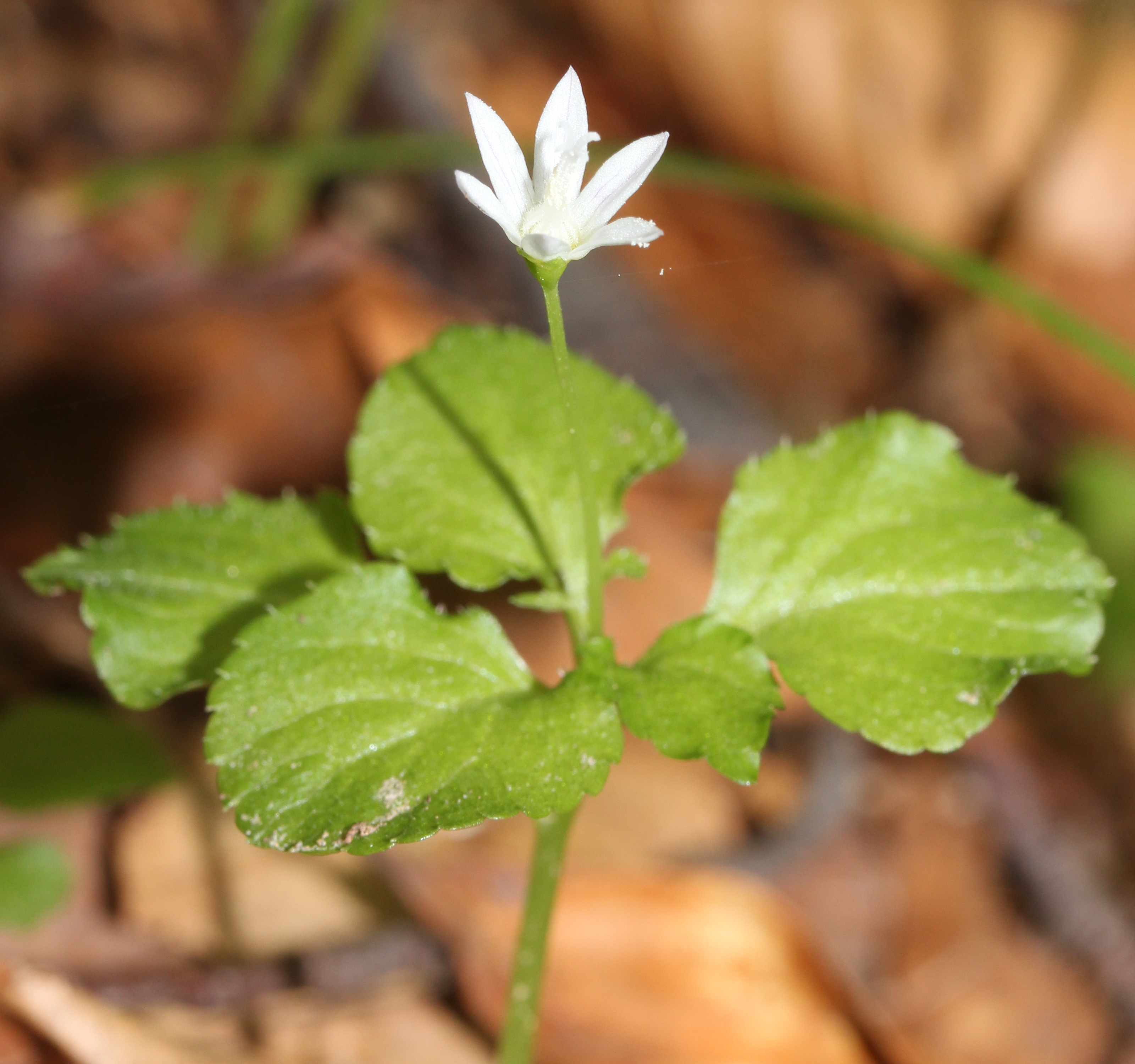

PokrójDelikatna bylina o cienkim, płożącym się i rozgałęziającym się kłączu. Wyrastają z niego nierozgałęzione (rzadziej rozgałęziające się u nasady) łodygi, nagie, wzniesione, czasem podnoszące się lub płożące o długości 5–25 cm.
LiścieOgonkowe, w górnej części łodyg, w dole silnie zredukowane.
KwiatyPojedyncze lub w kilkukwiatowych pęczkach na szczycie pędów, rzadziej w kątach liści, długoszypułkowe. Korona lejkowata, z łatkami równej długości jak rurka, jasnoniebieska do białej. Pręciki wolne, schowane w rurce, z pylnikami podobnej długości do nitek. Zalążnia trój-, rzadko dwukomorowa, zwieńczona mięsistym miodnikiem i nitkowatą szyjką słupka i znamieniem.
OwoceTorebki zwisające, pękające nieregularnie u nasady. Zawierają 10–16 dużych nasion.

## Systematyka
Pozycja systematyczna
Gatunek reprezentuje monotypowy rodzaj Peracarpa J. D. Hooker et T. Thomson, J. Proc. Linn. Soc., Bot. 2: 26. 1858. Należy do rodziny dzwonkowatych Campanulaceae i klasyfikowany jest w jej obrębie do podrodziny Campanuloideae.